# Пискалы (Ставропольский район)
Пискалы́ — село в Ставропольском районе Самарской области.
Административный центр сельского поселения Пискалы.

## Население
| Год  | Численность | Численность |
| ---- | ----------- | ----------- |
| 1859 | 2007        | [ 2 ]       |
| 1889 | 2304        | [ 3 ]       |
| 1897 | 2465        | [ 4 ]       |
| 1910 | 2805        | [ 5 ]       |
| 2010 | 1659        | [ 1 ]       |

## История
Село впервые упоминается приблизительно в 1730-х годах. Тогда на высоком берегу реки Пискалки появилось постоянное население. Окружающая местность изобиловала ручьями, речками, озёрами, прудами и болотами, да ещё густо поросла лесом, поэтому в селе всегда был дефицит земли, пригодной для сельскохозяйственной обработки. Населению приходилось заниматься и лесным промыслом. Зарабатывали рубкой леса для строительства, на дрова, корни деревьев использовались для получения угля и дёгтя. До сих пор в окрестностях села на месте прежних вырубок растут лесная ягода и грибы.
С годами село разрасталось, в том числе и на другом берегу реки, преимущественно Пискалы росли в сторону соседнего села Новое Ерёмкино. Но наделы земли были невелики, многие уходили на заработки в Самару и к лесопромышленникам.
В 1871 году в селе была построена деревянная церковь с колокольней, освящённая в честь святого Дмитрия Солунского. Позднее она была разрушена, ныне на её месте находится Дом культуры. Через реку был построен мост, по селу проходил торговый тракт, соединявший Ставрополь и Самару.
Беспощадное истребление леса в районе Пискалов привело к тому, что многочисленные реки, отмеченные на карте ещё 1867 года: Грязнуха, Хмелёвка, Чална, Кирмала, Пискалка и другие исчезли — берега и склоны рек, лишённые растительности обваливались, реки мелели и постепенно совсем исчезали. Зато появились многочисленные овраги.
После установления советской власти, в годы НЭПа в селе открылись новые лавки, магазины, были построены новые паровые и ветряные мельницы.
В 1929 году был создан колхоз «Красные Горки». Позднее он разделился на два хозяйства: колхоз имени Кирова и колхоз «Красные Горки». В 1930 году появился первый трактор. Зажиточное крестьянство всячески препятствовало развитию колхоза: были случаи травли скота, поджога общественных хлебов, был ранен уполномоченный из Ставрополя. Постепенно колхозы развивались, в селе появилась больница, две школы.
Перед Великой Отечественной войной колхоз «Красные Горки» был передовым в районе. В двух колхозах имелись две бригады: полеводческая и животноводческая.

## Руководители села
После установления советской власти в селе был создан сельсовет.
Председателями сельсовета Пискалов являлись:
- 1918 — ? — Матвеев Е. В.
- 1944—1948 гг. — Дмитриев Ф. Р.
- 1948 — ? — Селиваткин П. Н., Дмитриев Ф. Я., Калабин B.C., Калинкин А. С.
- 1971—1972 гг. — Новикова Л. Ф.
- 1972—1975 гг. — Витин Л. Н.,
- 1975—2011 гг. — Рыблёнков В. Н.
- 2011—2016 гг. — Горев В. Е[6].
- 2016—2020 гг. — Костыгов К. А.
- 2020 г. и по настоящее время — Жилкина С. А.

Секретари сельсовета:
- Елисеев П.
- 1947—1974 — Николаев A.M.
- 1974—1987 г. — Лях-Ватаман Л. В.
- 1987—2005 г. — Антонова Т. В.
- с июля 2005 года — Нагайцева О. А.
- с ? по настоящее время — Балакирева О. В.

## Достопримечательности
В селе имеется «Святой источник».
В селе создана страусиная ферма, которая является объектом туризма.

## Ссылки

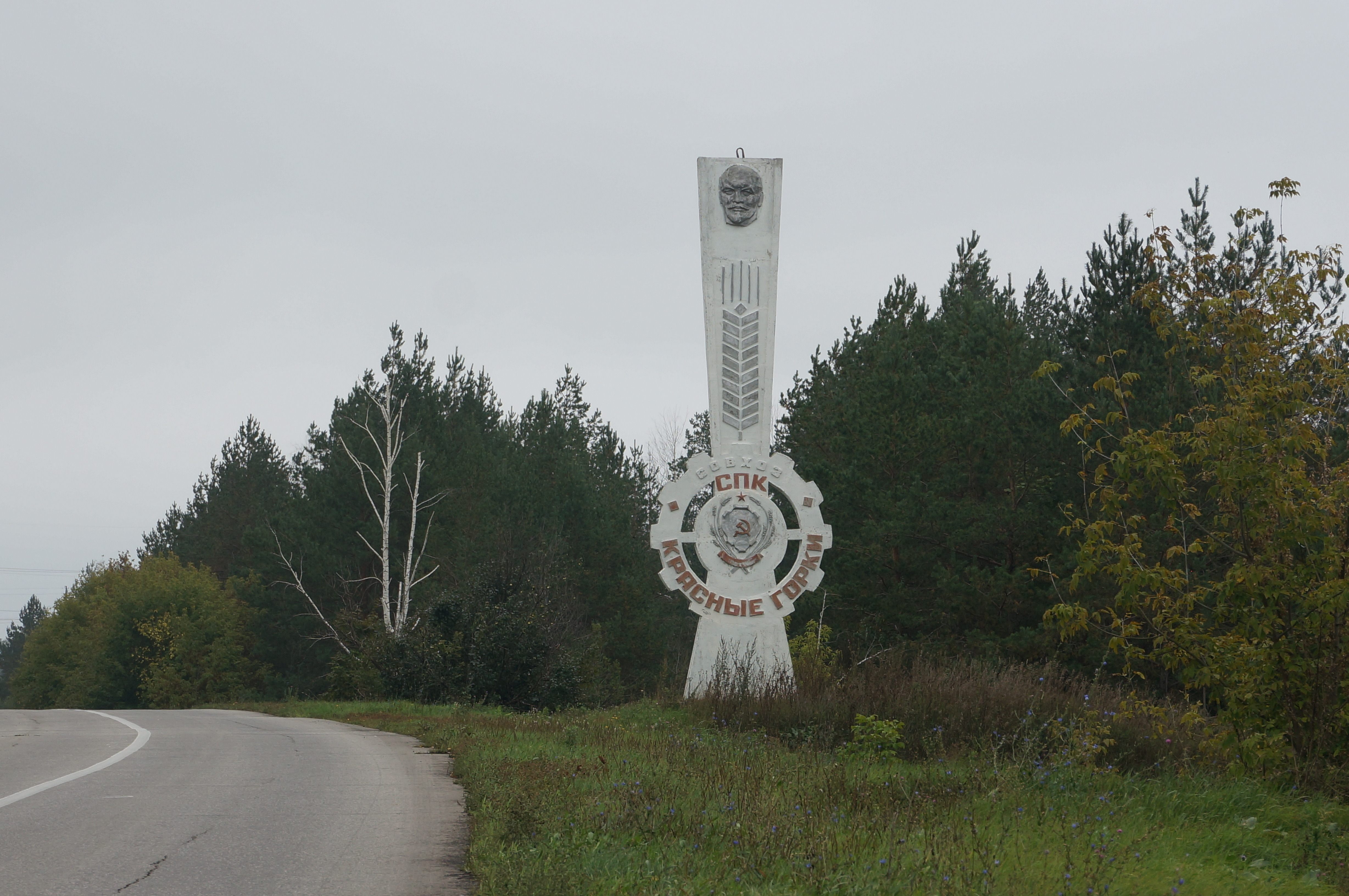
Въезд в село
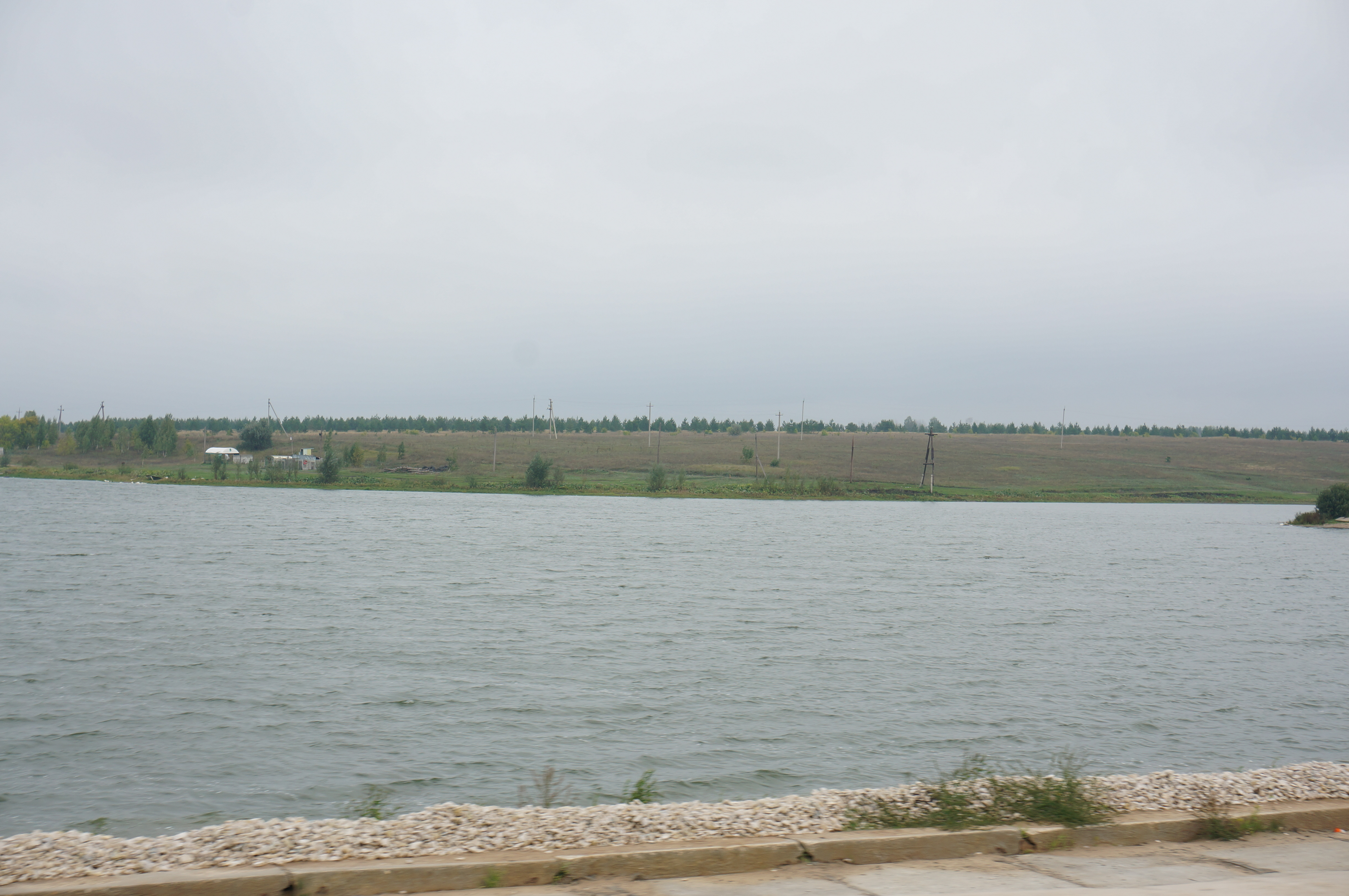
Пруд
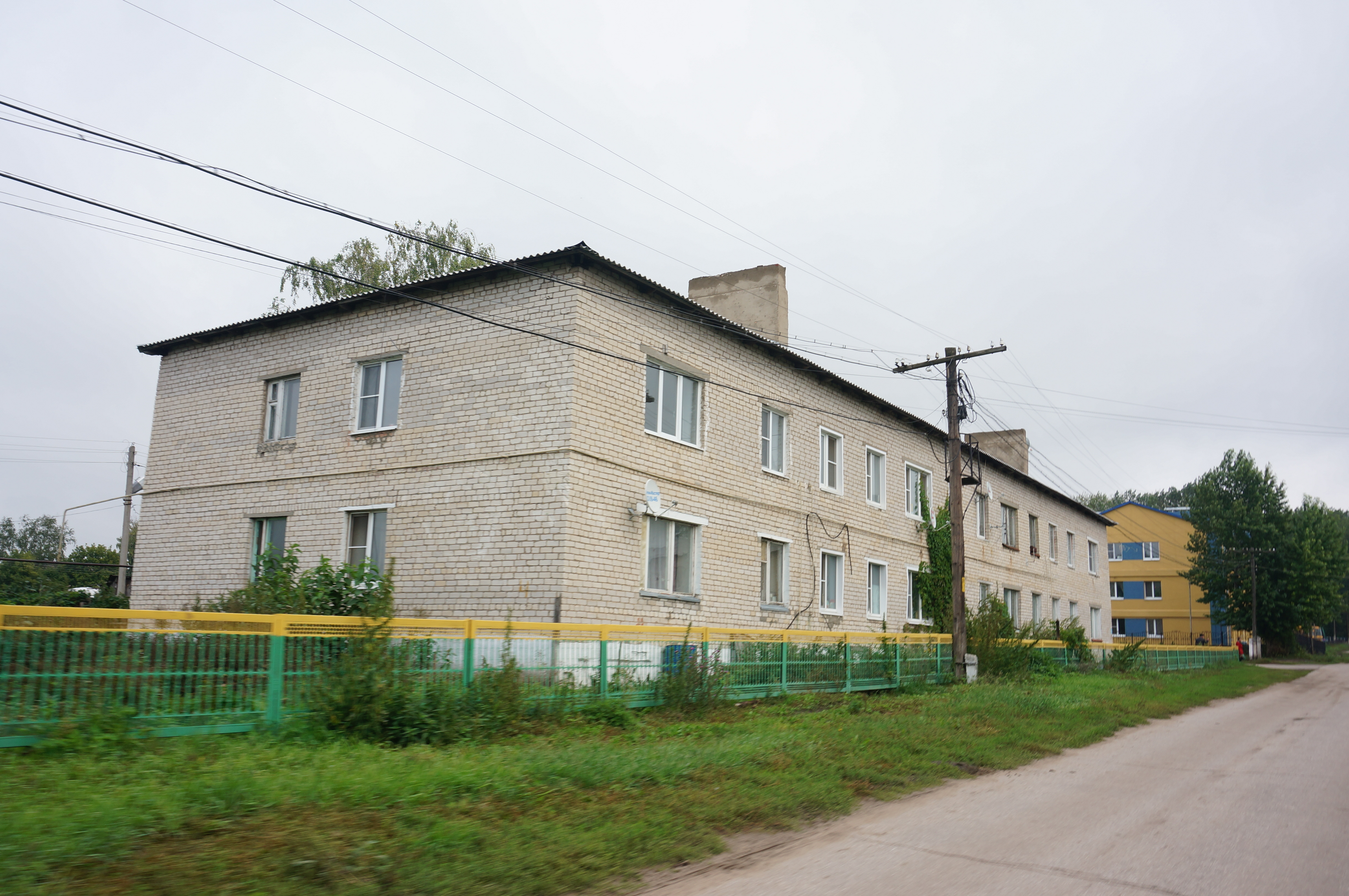
Дома в селе
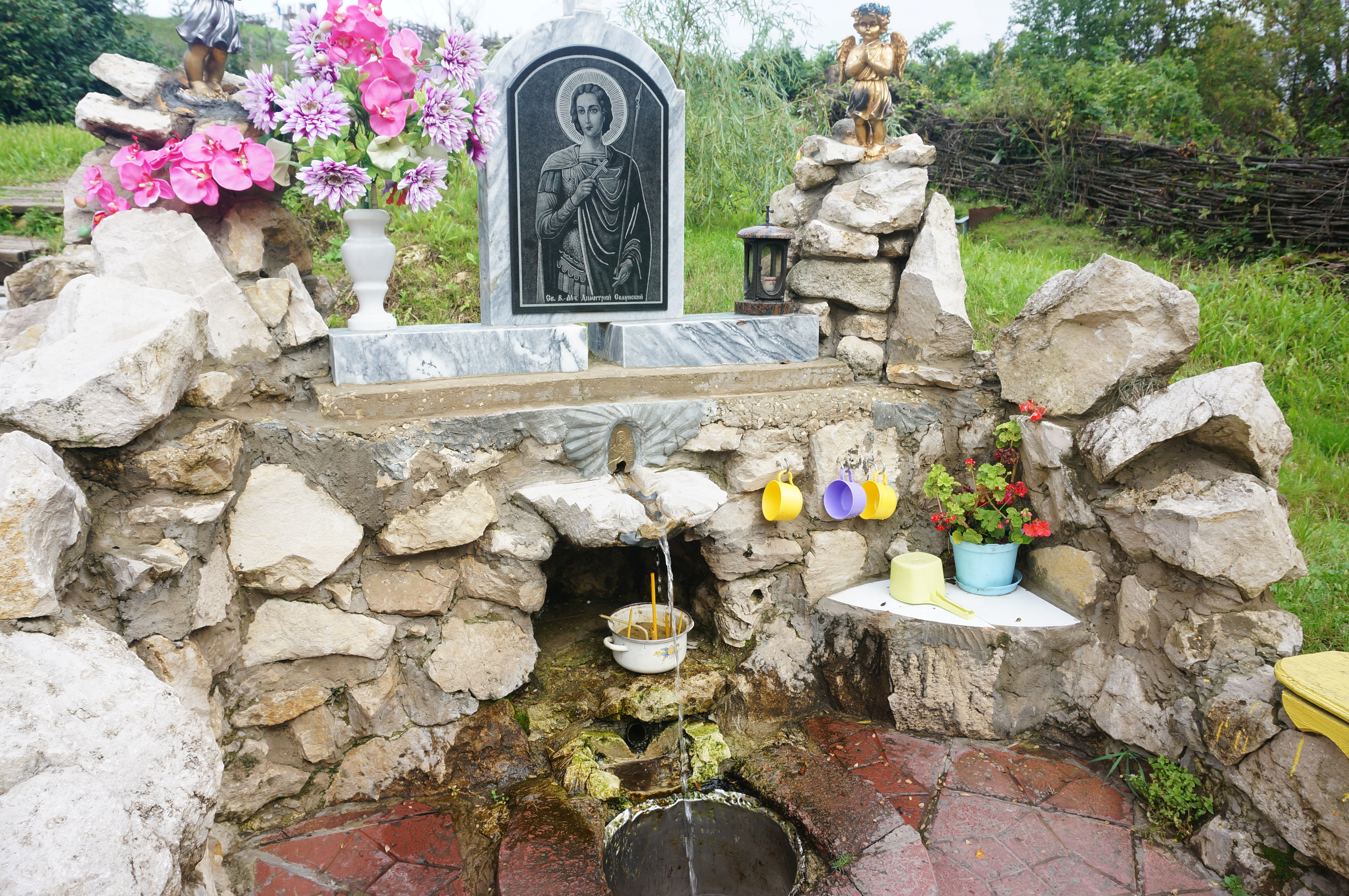
Святой источник